# Коренево (Кореневська сільрада)
Коренево (рос. Коренево) — село в Кореневському районі Курської області Російської Федерації.
Населення становить 2150 осіб. Входить до складу муніципального утворення Кореневська сільрада.

## Історія
Населений пункт розташований на території українського етнічного та культурного краю Східна Слобожанщина.
Від 2004 року входить до складу муніципального утворення Кореневська сільрада.

## Населення
| 2002 | 2010  |
| ---- | ----- |
| 2274 | ↘2150 |